# Strąkowiec (Rybnik)
Strąkowiec – część miasta Rybnika, położona w rejonie ulicy Podleśnej, na północ od centrum Rybnika. 